# Belawan
Belawan ist der Hafen-Distrikt von Medan in der indonesischen Provinz Sumatra Utara (Nord-Sumatra) an der Nordostküste der Insel Sumatra. Sie liegt am Sungai Belawan, der Mündung des Flusses Deli in die Straße von Malakka, etwa 20 km nördlich vom Stadtzentrum in Medan. Der Hafen von Belawan ist der größte Indonesiens außerhalb Javas. 
Der Hafen wurde 1890 für den Umschlag von Tabak von der Eisenbahn auf Schiffe errichtet. Er wurde 1907 zum ersten Mal erweitert. Mit der Ausweitung der Kautschuk- und Palmöl-Plantagen in Nord-Sumatra wuchs auch der Warenumschlag im Hafen. In den 1920er-Jahren wurde der Hafen weiter ausgebaut und 1938 war Belawan der größte Hafen in Niederländisch-Indien, gerechnet nach dem Wert der Fracht. Nach der Unabhängigkeit Indonesiens sank der Warenumschlag drastisch und konnte erst in den 1960er-Jahren das alte Niveau erreichen. 1985 wurde ein neues Containerterminal gebaut, das ein Fünftel des indonesischen Containerumschlags abwickelt. Hauptumschlaggüter sind Kautschuk, Palmöl, Tee und Kaffee.
Von Belawan fahren regelmäßig Fähren nach Penang in Malaysia und nach Satun in Thailand.